# Apocalyptica
Pour les articles homonymes, voir Apocalyptica (homonymie).
Apocalyptica est un groupe de metal classique finlandais, originaire de Helsinki. Composé de violoncellistes et d'un batteur, il présente la particularité de consacrer son répertoire à la musique heavy metal, qu'il s'agisse de compositions originales ou de reprises. Apocalyptica est formé en 1993 par Eicca Toppinen, Paavo Lötjönen, Max Lilja et Antero Manninen (remplacé par Perttu Kivilaakso après son départ en 1999), tous issus de l'Académie Sibelius d'Helsinki. Les leaders et compositeurs du groupe sont Eicca Toppinen et Perttu Kivilaakso.
Le groupe s'illustre avec le groupe allemand Rammstein en assurant la première partie de la tournée Reise, Reise en 2005. Ils ont depuis effectué de nombreux concerts dans toute l'Europe, en Amérique du Nord, au Mexique et même au Japon, ainsi que participé à divers festivals à travers le monde, dont le Hellfest à Clisson, en France, et le festival d'été de Québec au Canada. Des tournées de plus en plus longues ont lieu après chaque sortie d'album.

## Biographie

### Années 1990–2000

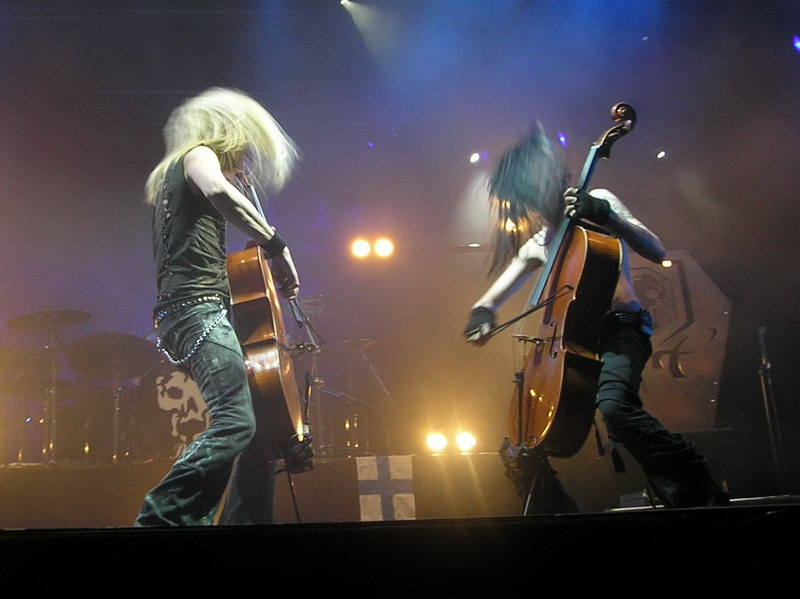
Eicca Toppinen et Perttu Kivilaakso en concert au Southside Festival 2006.

Apocalyptica est formé en 1993. En 1996, Apocalyptica publie son premier album studio, Plays Metallica by Four Cellos, qui se composait de reprises de Metallica au violoncelle. Apocalyptica se fait connaître en assurant la première partie de ces derniers lors de leur tournée en Finlande. Ils participent ensuite à deux chansons de l'album Space Avenue de Waltari en 1997. En 1998, Apocalyptica publie son deuxième album studio, Inquisition Symphony, produit par Hiili Hiilesmaa. Inquisition Symphony comprend également des reprises de Metallica, mais aussi de Faith No More, Sepultura, et Pantera. Pour l'album, le groupe décide également d'inclure trois chansons originales écrites par Eicca Toppinen. En 1999, Antero Manninen quitte le groupe, et est remplacé par Perttu Kivilaakso, déjà présent dans la formation en 1995.
En 2000, Apocalyptica publie son troisième album, Cult, qui comprend 10 chansons originales, et trois reprises. Peu après, Apocalyptica publie sa première chanson vocale, Path Vol. 2. En 2002, Max Lilja quitte le groupe et se joint à Hevein, laissant trois membres du groupe derrière lui. En 2003, Apocalyptica publie son quatrième album studio, Reflections, qui comprend entièrement des chansons originales. Dave Lombardo de Slayer participe aux morceaux de batterie sur cinq chansons de Reflections, avec le batteur de session Sami Kuoppamäki qui joue le reste des chansons. En 2005, Apocalyptica publie son cinquième album éponyme. Il fait notamment participer Ville Valo de HIM, Lauri Ylönen de The Rasmus, et une nouvelle fois Dave Lombardo. Le groupe joue plus tard avec Marta Jandová et représente le Bade-Wurtemberg au Bundesvision Song Contest 2005, la chanson Wie weit, qui les place cinquième avec 77 points.
Apocalyptica publie son sixième album, Worlds Collide, le 17 septembre 2007. Il est produit par Jacob Hellner. À la surprise de certains, l'album contient une reprise en allemand de la chanson Heroes de David Bowie. Till Lindemann de Rammstein, pour qui ils ouvrent à la tournée Reise, Reise, est invité au chant sur le morceau Helden. Worlds Collide est publié le 15 avril 2008 aux États-Unis. Le premier single, I'm Not Jesus, en featuring avec Corey Taylor de Slipknot, atteint le top 10 des classements Active rock et Alternative rock. À la fin de 2007, le groupe tourne en Europe. En juin 2008, lors d'un concert au Rock in Rio de Lisbonne, Apocalyptica se joint à la campagne de Greenpeace Energy [r]evolution campaign et joue la 5e symphonie de Beethoven. Le septième album d'Apocalyptica, 7th Symphony, produit par Joe Barresi et Howard Benson (sur deux chansons), est publié le 23 août 2010 en Europe (le 20 août en Allemagne), et le 24 août en Amérique du Nord.

### Années 2010

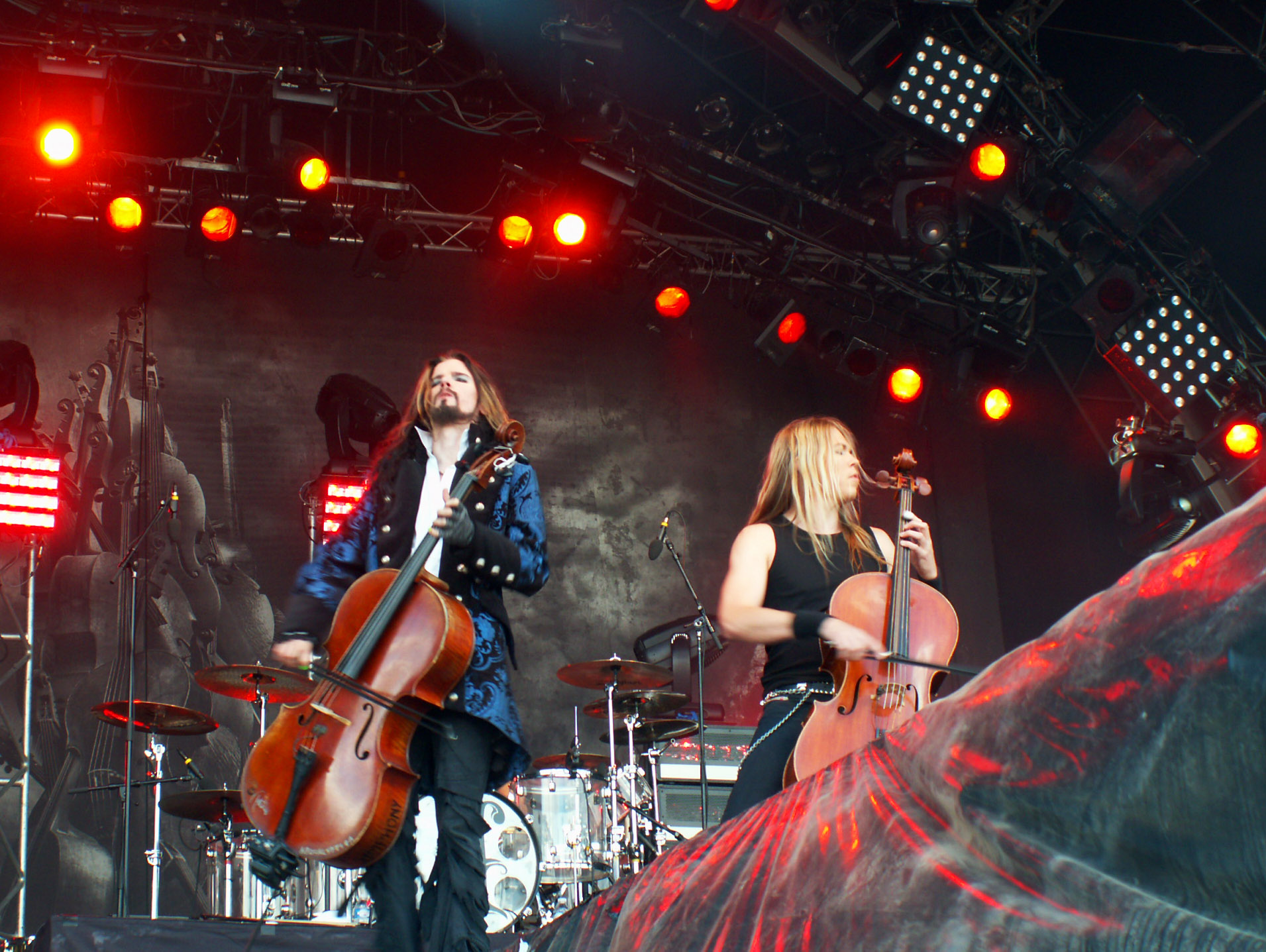
Apocalyptica au Hellfest 2011.

Le 7 octobre 2011, RCA Music Group annonce la dissolution de Jive Records, Arista Records et J Records. Avec cette fermeture, le groupe (et d'autres artistes des labels mentionnés) sont délocalisés vers RCA Records,. Le 5 décembre 2011, Apocalyptica joue les chansons No Leaf Clover, One et Seek and Destroy à la tournée spéciale trente ans de Metallica. Le 28 octobre 2011, le groupe publie la chanson exclusive Solo Tu en featuring avec Erik Canales du groupe Allison sur le site web Pledgemusic. Après une tournée à Pékin en septembre 2012, le groupe décide de faire une pause musicale. Pendant ce temps, le groupe lance un projet musical appelé Wagner Reloaded, qui mêle musique de Wagner et son d'Apocalyptica. Eicca Toppinen arrange et compose la musique, et le groupe joue sur scène pour la production. En novembre 2013, le groupe publie un album intitulé Wagner Reloaded-Live in Leipzig.
Le 21 octobre 2014, Eleven Seven Music annonce la signature du groupe. Leur huitième album studio, intitulé Shadowmaker, avec Franky Perez au chant, est publié au label Better Noise d'Eleven Seven Music Group le 17 avril 2015.
Le mardi 14 février 2017, à 19 h 30, ils donnent un concert au Grand Rex, à Paris, pour l'occasion des 20 ans de la sortie de leur album dédié aux chansons de Metallica Plays Metallica by Four Cellos. Le samedi 17 juin 2017, ils jouaient sur la scène principale du Hellfest, à Clisson.

## Style musical et influences
Eicca Toppinen déclare avoir été influencé par Dmitri Chostakovitch, Metallica, Gojira[réf. nécessaire], Sepultura, Mstislav Rostropovitch et Sergueï Prokofiev. Le groupe a aussi repris le morceau Dans l'antre du roi de la montagne (Le château/La halle du roi de la montagne) d'Edvard Grieg (Peer Gynt), avec un accelerando final qui est une belle démonstration de dextérité technique au violoncelle. Au départ assez conventionnelle (reprise de morceaux de Metallica), la musique du groupe se caractérise depuis Cult par une structure typique de morceaux hard rock et metal, des basses beaucoup plus puissantes et omniprésentes, et une grande importance de la mélodie. Toutes les possibilités offertes par le violoncelle et sa sonorité sont explorées et tirées à profit, avec des effets et modes de jeux variés comme le pizzicato ou l'harmonique. Les violoncelles sont amplifiés, avec l'utilisation fréquente de la saturation et la distorsion, qui peut donner des sons assez semblables au son d'une guitare ou d'une basse avec distorsion.
La construction musicale est essentiellement modale tout comme celle d'un groupe de metal habituel. L'harmonie s'en ressent avec des percussions, un violoncelle basse, une ligne intermédiaire présentant l'harmonie proprement dite, une voix de chant (parfois illustrée par la voix humaine), et dans cette construction un solo (plus aigu) rappelant un lied (absent). La construction de leurs morceaux est, en substance, extrêmement académique.[réf. nécessaire] À partir de l'album 7th Symphony, Eicca Toppinen affirme que les morceaux instrumentaux ont cherché à être plus progressifs, avec une structure plus symphonique et sans chant au violoncelle, pour accentuer la différence avec les morceaux figurant un chanteur.
Il ne faut pas confondre ce heavy metal interprété à l'aide d'instruments « classiques » que sont les violoncelles avec le metal symphonique, dérivé du heavy metal comprenant des éléments issus de la musique symphonique (chant féminin et/ou masculin, parfois proche du chant lyrique, représenté par exemple par des groupes comme Nightwish ou encore Within Temptation ou bien l’ajout d’instruments symphoniques).

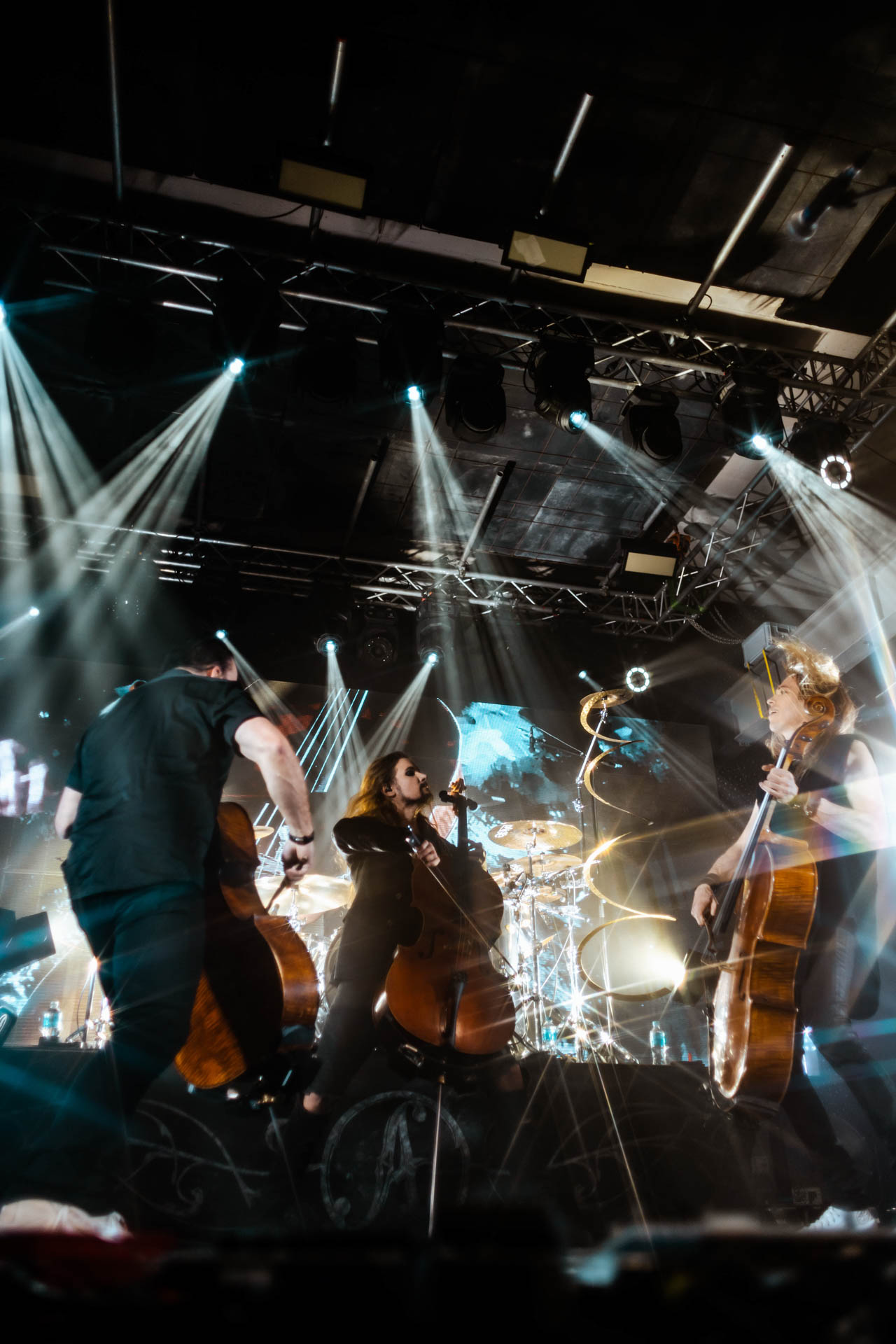
Apocalyptica 2023 Poland

## Membres

### Membres actuels
- Paavo Lötjönen – violoncelle (depuis 1993)
- Eicca Toppinen – violoncelle, contrebasse, percussions, programmation, chant (depuis 1993)[6]
- Perttu Kivilaakso – violoncelle, programmation, chant (1995 ; depuis 1999)[6]

### Anciens membres
- Antero Manninen – violoncelle (1993-1999)[6]
- Max Lilja – violoncelle (1993-2002)[6]
- Sami Kuoppamäki – batterie (2003-2006)[6]
- Franky Perez – chant (2014-2016)[6]
- Mikko Sirén – batterie, contrebasse, chant (2005-2024)[6]

## Discographie

### Albums studio
- 1996 : Plays Metallica by Four Cellos
- 1998 : Inquisition Symphony
- 2000 : Cult
- 2003 : Reflections
- 2005 : Apocalyptica
- 2007 : Worlds Collide
- 2010 : 7th Symphony
- 2015 : Shadowmaker
- 2020 : Cell-0
- 2024 : Plays Metallica Vol. 2

### Compilations et albums live
- 2002 : Best of Apocalyptica
- 2006 : Amplified: A Decade of Reinventing the Cello
- 2013 : Wagner Reloaded: Live in Leipzig
- 2018 : Plays Metallica by Four Cellos - A Live Performance

## Vidéographie
- 2001 : Live (in Munich)
- 2003 : Reflections
- 2006 : The Life Burns Tour

### Autres
- 2012 : The beauty of Cortana[21] (Vs. Neil Davidge), bande originale du jeu vidéo Halo 4
- 2019 : Aquarela, bande originale du documentaire éponyme par Victor Kossakovsky[22]
- 2019 : Morceau Path sur la bande originale du jeu vidéo Death Stranding[23]